# Орњано (Верона)
Орњано је насеље у Италији у округу Верона, региону Венето.
Према процени из 2011. у насељу је живело 92 становника. Насеље се налази на надморској висини од 60 м.